# Abdelhakim Serrar
Abdelhakim Serrar (Sétif, Argelia, 24 de abril de 1961) es un exfutbolista y dirigente deportivo de Argelia que jugaba en la posición de defensa central.

## Carrera

### Club
| Periodo   | Club             |
| --------- | ---------------- |
| 1985-1989 | ES Sétif         |
| 1989-1990 | Étoile du Sahel  |
| 1990-1992 | ES Sétif         |
| 1994-1995 | Olympique du Kef |

### Selección nacional
Jugó para Argelia sub-23 en una ocasión en 1983. Con la selección absoluta jugó en 15 ocasiones de 1983 a 1991 y anotó dos goles; ganó la Copa Africana de Naciones 1990 y la Copa de Naciones Afroasiáticas en 1991; además de participar en los Juegos Mediterráneos de 1987.

### Dirigente deportivo
Fue presidente del ES Sétif en los años 2000 donde el club ganó tres ligas locales, dos copas nacionales y cinco títulos internacionales.

## Logros

### Club
- Campeonato Nacional de Argelia (1): 1987
- Copa de Argelia (1): 1989
- Copa Africana de Clubes Campeones (1): 1988
- Copa Afro-Asiática (1): 1989

### Selección nacional
- Copa Africana de Naciones (1): 1990
- Copa de Naciones Afro-Asiáticas (1): 1991